# Alfred Nordhøj Kann
Alfred Erik Nordhøj Kann (født 12. august 2004) er en dansk barneskuespiller. Han har spillet med i Vildfugl (2012), kortfilmen Sankt Hans (2012), Far til fire i solen (2018), Julefeber, Børnene fra Sølvgade (2024) og Børnene fra Sølvgade tager kampen op (2025). Han har også været kordreng i DR VokalEnsemblet og sang solo sangen "Joanna" af Kim Larsen ved DR-koncerten Som et strejf af en dråbe – Danmark synger farvel til Kim Larsen. Han gik på Kildevældsskolen og går nu på Aurehøj Gymnasium i Gentofte.
Nordhøj Kann er søn af skuespilleren Pelle Nordhøj Kann og producenten Anne Christine Worre Sørensen.

## Film og tv-serier
- Vildfugl (2012)
- Sankt Hans (2014)
- Far til fire i solen (2018)
- Julefeber (julekalender-tv-serie) (2020)
- Børnene fra Sølvgade (2024)
- Børnene fra Sølvgade tager kampen op (2025)